# Cornelis August Wilhelm Hirschman
Cornelis August Wilhelm Hirschman (Medã, 16 de fevereiro de 1877 - Amesterdã, 26 de junho de 1951), conhecido como Carl Anton Wilhelm Hirschman, foi um banqueiro holandês, co-fundador da FIFA em 1904 e o segundo secretário geral da FIFA, servindo de 1906 a 1931. Em 1912, ele também foi um dos fundadores do Comitê Olímpico Holandês (NOC).
Quando o presidente da FIFA, Daniel Burley Woolfall, morreu em 1918, Hirschman impediu a organização de desmoronar, quase sozinha e às suas próprias custas, operando em seus escritórios em Amsterdam. Ele foi presidente interino da FIFA até Jules Rimet ser eleito seu terceiro presidente em março de 1921. 
Após o crash de 1929, a empresa de negociação de ações de Hirschman faliu e o dinheiro que ele havia investido para o NOC e a FIFA ficou praticamente perdido. Hirschman renunciou inesperadamente ao NOC e à FIFA em 1931.